# Grande Prêmio da Grã-Bretanha de 2018
O Grande Prêmio da Grã-Bretanha de 2018 (formalmente denominado Formula 1 2018 Rolex British Grand Prix) foi a decima etapa da temporada de 2018 da Fórmula 1 disputada em 8 de julho de 2018 no Circuito de Silverstone, Silverstone, Grã-Bretanha. Teve como vencedor o alemão Sebastian Vettel da Ferrari.

## Relatório

### Antecedentes

#### Treino Livre
O terceiro treino livre, foi marcado por um fortíssimo e assustador acidente de Brendon Hartley. O neozelandês da STR perdeu o controle do carro na aproximação para a curva 6 depois de atingir 300 km/h, quando a suspensão dianteira esquerda entrou em colapso. O impacto foi violento, mas Hartley saiu caminhando sozinho. Por precaução, Pierre Gasly não participou da parte final da sessão para que a STR investigasse as suspensões do carro do francês.

### Treino Classificatório
Q1
O treino começou com a confirmação de Sebastian Vettel depois do incômodo no pescoço que o impediu de completar a terceira sessão livre. Por outro lado, Brendon Hartley, que bateu com violência por causa da quebra da suspensão dianteira esquerda, não disputou o treino e larga em último.
Logo aos seis minutos, Lance Stroll colocou mais uma rodada em sua extensa galeria de erros em um ano e meio de carreira. O canadense perdeu o controle do péssimo carro da Williams na curva 6, a mesma do acidente de Hartley, e ficou preso na caixa de brita, interrompendo o treino. Depois da retomada da sessão, o companheiro de equipe de Stroll, Sergey Sirotkin, também rodou, voltou à pista, mas não conseguiu avançar no treino.
Liberado para o treino, Vettel estabeleceu o melhor tempo já registrado em Silverstone na atual configuração de traçado, com 1m26s585, 0s233 à frente de Lewis Hamilton, com Valtteri Bottas, Max Verstappen, Kimi Raikkonen, Charles Leclerc e Daniel Ricciardo completando os primeiros.
Nos minutos finais, a briga pelas vagas no Q2 foi ferrenha, com Carlos Sainz chegando a tirar o companheiro de Renault Nico Hulkenberg do Top15, mas levando o troco em seguida. Decepcionou a participação de Stoffel Vandoorne, eliminado mais uma vez com a McLaren.
Eliminados: Carlos Sainz Jr. (Renault), Stoffel Vandoorne (McLaren), Sergey Sirotkin (Williams), Lance Stroll (Williams) e Brendon Hartley (Toro Rosso).
Q2
De imediato, Bottas estabeleceu o novo recorde de Silverstone, com 1m26s413, mas foi logo superado por Vettel, com 1m26s372, enquanto Raikkonen ficou 0s111 atrás do alemão. Hamilton cometeu um erro na primeira tentativa, mas reagiu em seguida e assumiu o primeiro lugar, com 1m26s256.
Entre os eliminados, a surpresa foi Nico Hulkenberg, que ficou apenas em 11º com o carro da Renault, perdendo a última vaga no Q3 para Esteban Ocon por 0s058. Charles Leclerc voltou a ter excelente desempenho com a Sauber ao ficar em nono no Q2, seis posições à frente do companheiro Marcus Ericsson, enquanto Fernando Alonso acabou eliminado com a McLaren, em 13º.
Eliminados: Nico Hülkenberg (Renault), Sergio Pérez (Force India), Fernando Alonso (McLaren), Pierre Gasly (Toro Rosso) e Marcus Ericsson (Sauber).
Q3
Na primeira série de tentativas no Q3, Hamilton foi o primeiro a baixar da casa de 1m26s ao marcar 1m25s993, mas logo em seguida Vettel respondeu com 1m25s936, melhor tempo já registrado em Silverstone até aquele momento.
Na última tentativa, Hamilton registrou uma volta ainda melhor, em 1m25s892, enquanto Vettel, depois de um mau primeiro setor, melhorou nas demais parciais mas ficou a 0s044 de Hamilton. Com o melhor primeiro setor, Raikkonen fez o terceiro tempo, com um tempo apenas 0s098 da pole position.

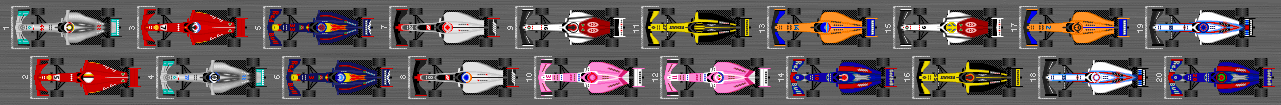
Grid de Largada

### Corrida
Com 53ºC na pista e toda a expectativa para a largada, os dois rivais na batalha pelo penta dividiram a primeira fila. Vettel se deu muito bem desde o começo, superou Hamilton e assumiu a liderança. Nas curvas seguintes, Lewis foi tocado por Kimi Räikkönen, rodou e caiu para a última posição. Bottas subiu para segundo e Verstappen era o terceiro, enquanto Räikkönen ainda conseguiu passar Daniel Ricciardo para passar a primeira volta em quarto lugar.
Destaque para Nico Hülkenberg, que conseguiu aproveitar toda a confusão e pulou para sexto, ficando à frente de Charles Leclerc, Esteban Ocon, Carlos Sainz, Kevin Magnussen e Fernando Alonso em P11. Hamilton, mesmo com o carro avariado, conseguia remar e subia para 14º após passar Sergio Pérez, Lance Stroll, Sergey Sirotkin, Stoffel Vandoorne e Marcus Ericsson. Brendon Hartley, que tinha a previsão de largar no pit-lane, sequer conseguiu sair dos boxes.
Lewis continuava abrindo caminho e já avançava para a décima colocação, mas reclamava que a traseira do seu Mercedes estava se mexendo muito. O britânico teria mais uma posição a conquistar depois que a direção de prova anunciou punição de 10s para Räikkönen pela batida. Uma sanção vista como exagerada por conta da natureza do contato, um toque habitual de corrida. Lá na frente, Vettel nadava de braçada e já tinha 5s de frente para Bottas.
Com o carro muito superior ao restante do grid, Hamilton subia para oitavo após nove voltas depois de ter superado a Force India de Esteban Ocon sem maiores problemas. Na volta seguinte, o tetracampeão não tomou conhecimento da Sauber de Charles Leclerc e ganhou mais uma posição, partindo para atacar Nico Hülkenberg na briga pelo sexto lugar, o que aconteceu, também sem nenhuma dificuldade, na volta 11.
Enquanto apertava o ritmo para se aproximar de Verstappen, Räikkönen questionava a Ferrari sobre a melhor tática e travou uma discussão com o estrategista via rádio. "Não me deixam pensar mais". Irritado, o finlandês parou cedo, na volta 14, para colocar pneus médios e tentar ir até o fim. Antes, cumpriu a punição de 10s. O 'Homem de Gelo' voltou em 11º, que virou nono após passar Kevin Magnussen e Sainz. Kimi vinha com a melhor volta da corrida naquele momento: 1min32s270.
Terceiro colocado com uma corrida tranquila, Verstappen fez seu pit-stop na volta 18 para colocar pneus médios e buscar ir até o fim. O holandês da Red Bull caiu para quinto, enquanto Räikkönen ganhava mais uma posição e avançava para o sétimo lugar após passar aquele que é apontado como seu sucessor na Ferrari: Leclerc.
Hamilton, após ter ganho a posição com a parada de Verstappen, voltou a ocupar um lugar no top-3 após Ricciardo fazer sua troca de pneus. Cerca de 27s separavam Hamilton do líder, Vettel. Também na volta 20, Leclerc perdeu uma grande chance de voltar a pontuar. Logo após o pit-stop feito pela Sauber, o monegasco encostou seu carro e abandonou a disputa.
A Ferrari escolheu a volta 21 para Vettel fazer seu pit-stop. O alemão perdeu momentaneamente a liderança para Bottas, mas voltou pouco mais de 2s à frente de Hamilton. Bottas foi ao pit-ane uma volta depois e 'devolveu' a liderança a Seb. Hamilton teria de arriscar para poder ao menos salvar pontos importantes e terminar no pódio.
Uma cena rara aconteceu pouco depois: a Mercedes pediu que Hamilton abrisse passagem para Bottas, que fez a ultrapassagem no fim da reta Wellington. O finlandês tinha pneus em melhor estado e tinha de partir para cima de Vettel. Valtteri estava 3s7 atrás e era a arma da equipe prateada para tentar a vitória.
Hamilton finalmente fez seu pit-stop na volta 26. O tetracampeão regressou em sexto, 11s9 atrás de Räikkönen. Grosjean aparecia em sétimo como o 'melhor do resto' antes da sua parada. Hülkenberg, que virou sétimo após a troca de pneus do franco-suíço, era um dos primeiros a usar pneus duros e aparecia em oitavo com clara estratégia de uma parada, à frente de Esteban Ocon e Fernando Alonso fechando o top-10.
Bottas chegava perto de Vettel, tinha apenas 2s380, e se colocava como candidato real à vitória. Hamilton, por sua vez, acelerava e registrava a melhor volta da corrida e Ricciardo azua sua segunda parada, voltando a usar os pneus macios.
Susto na volta 33 levou a direção de prova a intervir com o safety-car. Marcus Ericsson perdeu o controle da sua Sauber em um acidente bastante estranho e bateu muito forte na barreira de pneus da curva 1. Tudo bem com o sueco, que foi muito aplaudido pelos torcedores britânicos. A bandeira amarela mudou a história da corrida e levou quase todo mundo de volta aos boxes para fazer mais um pit-stop. Mas a Mercedes foi novamente conservadora e manteve Bottas, novo líder, na pista. O finlandês não tinha pneus macios novos, diferente de Vettel.
O jogo virava para a estratégia. Na pista, Bottas liderava, com Vettel em segundo e Hamilton em terceiro. O britânico era realista: "Não vamos poder lutar com esses pneus", reclamando da tática escolhida pela Mercedes, que respondeu. "Você é o carro mais rápido".
A corrida retomou seu curso normal com a bandeira verde na volta 37, restando 15 para o fim. Vettel colou em Bottas para tentar buscar a liderança, enquanto Verstappen e Räikkönen travaram um duelo empolgante pela quarta posição. Até que o safety-car voltou à pista logo depois, na volta 39, or conta de uma batida fortíssima envolvendo Grosjean e Carlos Sainz. O espanhol estava um pouco à frente da Haas ao percorrer a curva Copse, quando foi tocado. Os dois foram parar na barreira de proteção.
O safety-car voltou aos boxes na volta 41, com dez giros para a bandeirada final. Bottas foi muito pressionado por Vettel, mas segurou a liderança no braço. Nisso, Hamilton tentava se aproximar e abria alguma vantagem para Verstappen, que vinha em quarto. A reta final de um grandioso GP da Inglaterra era sensacional. Mais atrás, Räikkönen fazia outra grande manobra e, sem o auxílio da asa móvel, passava de vez Verstappen para tomar o quarto lugar.
Vettel e Bottas travaram um duelo sensacional pela liderança. Com uma das melhores pilotagens desde que foi contratado pela Mercedes, Bottas se defendeu muito bem, enquanto Hamilton se segurava para evitar a ultrapassagem de Hamilton. Duas Ferrari brigavam contra duas Mercedes com sete voltas para o fim com apenas 3s7 separando os quatro primeiros. Verstappen, pouco depois, rodava e despencava de quinto para 13º.
Na volta 47, enfim, Vettel deu o bote sobre Bottas e fez a ultrapassagem que lhe valeu, pouco depois, a grande vitória do espetacular GP da Inglaterra. Em seguida, Hamilton passou o companheiro de equipe, que também acabou sendo superado por Räikkönen, que foi um dos grandes nomes do domingo.

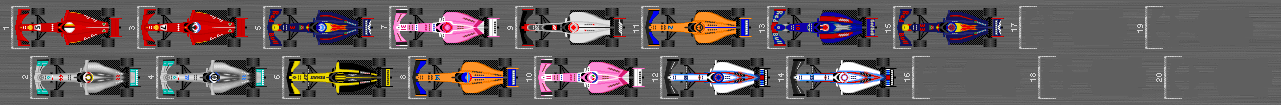
Resultado da corrida

## Pneus
| Nome do composto | Cor | Banda de rolamento | Condições de Tempo | Dry Type | Aderência          | Longevidade       |
| ---------------- | --- | ------------------ | ------------------ | -------- | ------------------ | ----------------- |
| Macio            |     | Slick (P Zero)     | Seco               | Soft     | Médio              | Médio             |
| Médio            |     | Slick (P Zero™)    | Seco               | Medium   | Ligeiramente baixa | Ligeiramente alta |
| Duro             |     | Slick (P Zero™)    | Seco               | Hard     | Baixa              | Alta              |

| Escolhas de Pneus de cada piloto para o GP da Grã-Bretanha: | Escolhas de Pneus de cada piloto para o GP da Grã-Bretanha: | Escolhas de Pneus de cada piloto para o GP da Grã-Bretanha: | Escolhas de Pneus de cada piloto para o GP da Grã-Bretanha: | Escolhas de Pneus de cada piloto para o GP da Grã-Bretanha: | Escolhas de Pneus de cada piloto para o GP da Grã-Bretanha: |
| ----------------------------------------------------------- | ----------------------------------------------------------- | ----------------------------------------------------------- | ----------------------------------------------------------- | ----------------------------------------------------------- | ----------------------------------------------------------- |
| Nº                                                          | Pilotos                                                     | Equipe(s)                                                   | Duro                                                        | Medio                                                       | Macio                                                       |
| 44                                                          | Lewis Hamilton                                              | Mercedes                                                    | 1                                                           | 4                                                           | 8                                                           |
| 77                                                          | Valtteri Bottas                                             | Mercedes                                                    | 2                                                           | 3                                                           | 8                                                           |
| 5                                                           | Sebastian Vettel                                            | Ferrari                                                     | 1                                                           | 4                                                           | 8                                                           |
| 7                                                           | Kimi Räikkönen                                              | Ferrari                                                     | 1                                                           | 4                                                           | 8                                                           |
| 3                                                           | Daniel Ricciardo                                            | Red Bull-TAG Heuer                                          | 2                                                           | 3                                                           | 8                                                           |
| 33                                                          | Max Verstappen                                              | Red Bull-TAG Heuer                                          | 2                                                           | 4                                                           | 7                                                           |
| 11                                                          | Sergio Pérez                                                | Force India-Mercedes                                        | 1                                                           | 3                                                           | 9                                                           |
| 31                                                          | Esteban Ocon                                                | Force India-Mercedes                                        | 1                                                           | 3                                                           | 9                                                           |
| 18                                                          | Lance Stroll                                                | Williams-Mercedes                                           | 1                                                           | 3                                                           | 9                                                           |
| 35                                                          | Sergey Sirotkin                                             | Williams-Mercedes                                           | 2                                                           | 2                                                           | 9                                                           |
| 55                                                          | Carlos Sainz Jr.                                            | Renault                                                     | 1                                                           | 2                                                           | 10                                                          |
| 27                                                          | Nico Hülkenberg                                             | Renault                                                     | 2                                                           | 1                                                           | 10                                                          |
| 10                                                          | Pierre Gasly                                                | Toro Rosso-Honda                                            | 1                                                           | 2                                                           | 10                                                          |
| 28                                                          | Brendon Hartley                                             | Toro Rosso-Honda                                            | 1                                                           | 2                                                           | 10                                                          |
| 8                                                           | Romain Grosjean                                             | Haas-Ferrari                                                | 1                                                           | 3                                                           | 9                                                           |
| 20                                                          | Kevin Magnussen                                             | Haas-Ferrari                                                | 1                                                           | 3                                                           | 9                                                           |
| 14                                                          | Fernando Alonso                                             | McLaren-Renault                                             | 1                                                           | 4                                                           | 8                                                           |
| 2                                                           | Stoffel Vandoorne                                           | McLaren-Renault                                             | 1                                                           | 4                                                           | 8                                                           |
| 9                                                           | Marcus Ericsson                                             | Sauber-Ferrari                                              | 1                                                           | 3                                                           | 9                                                           |
| 16                                                          | Charles Leclerc                                             | Sauber-Ferrari                                              | 1                                                           | 3                                                           | 9                                                           |

## Resultados

### Treino Classificatório
| Pos.                    | Nº | Piloto            | Construtor                | Q1       | Q2       | Q3       | Grid |
| ----------------------- | -- | ----------------- | ------------------------- | -------- | -------- | -------- | ---- |
| 1                       | 44 | Lewis Hamilton    | Mercedes                  | 1:26.818 | 1:26.256 | 1:25.892 | 1    |
| 2                       | 5  | Sebastian Vettel  | Ferrari                   | 1:26.585 | 1:26.372 | 1:25.936 | 2    |
| 3                       | 7  | Kimi Räikkönen    | Ferrari                   | 1:27.549 | 1:26.483 | 1:25.990 | 3    |
| 4                       | 77 | Valtteri Bottas   | Mercedes                  | 1:27.025 | 1:26.413 | 1:26.217 | 4    |
| 5                       | 33 | Max Verstappen    | Red Bull Racing-TAG Heuer | 1:27.309 | 1:27.013 | 1:26.602 | 5    |
| 6                       | 3  | Daniel Ricciardo  | Red Bull Racing-TAG Heuer | 1:27.979 | 1:27.369 | 1:27.099 | 6    |
| 7                       | 20 | Kevin Magnussen   | Haas-Ferrari              | 1:28.143 | 1:27.730 | 1:27.244 | 7    |
| 8                       | 8  | Romain Grosjean   | Haas-Ferrari              | 1:28.086 | 1:27.522 | 1:27.455 | 8    |
| 9                       | 16 | Charles Leclerc   | Sauber-Ferrari            | 1:27.962 | 1:27.790 | 1:27.879 | 9    |
| 10                      | 31 | Esteban Ocon      | Force India-Mercedes      | 1:28.279 | 1:27.843 | 1:28.194 | 10   |
| 11                      | 27 | Nico Hülkenberg   | Renault                   | 1:28.017 | 1:27.901 | —        | 11   |
| 12                      | 11 | Sergio Pérez      | Force India-Mercedes      | 1:28.210 | 1:27.928 | —        | 12   |
| 13                      | 14 | Fernando Alonso   | McLaren-Renault           | 1:28.187 | 1:28.139 | —        | 13   |
| 14                      | 10 | Pierre Gasly      | Toro Rosso-Honda          | 1:28.399 | 1:28.343 | —        | 14   |
| 15                      | 9  | Marcus Ericsson   | Sauber-Ferrari            | 1:28.249 | 1:28.391 | —        | 15   |
| 16                      | 55 | Carlos Sainz Jr.  | Renault                   | 1:28.456 | —        | —        | 16   |
| 17                      | 2  | Stoffel Vandoorne | McLaren-Renault           | 1:29.096 | —        | —        | 17   |
| 18                      | 35 | Sergey Sirotkin   | Williams-Mercedes         | 1:29.252 | —        | —        | PL 1 |
| Tempo dos 107%:1:32.645 |    |                   |                           |          |          |          |      |
| 19                      | 18 | Lance Stroll      | Williams-Mercedes         | S/Tempo  | —        | —        | PL 1 |
| 20                      | 28 | Brendon Hartley   | Toro Rosso-Honda          | S/Tempo  | —        | —        | PL 2 |
| Fonte:                  |    |                   |                           |          |          |          |      |

Notas
- ↑1  – Lance Stroll e Sergey Sirotkin (Williams-Mercedes) eram obrigados a partir do pit lane devido à modificação dos carros durante as condições do Parque Fechado.
- ↑2  – Brendon Hartley (Toro Rosso) não conseguiu definir um tempo dentro do requisito de Q1 107%, porque havia sofrido um acidente no 3º treino livre, mas, foi liberado pelos comissários. Ele vai começar a partir do pit lane depois de uma mudança da célula de sobrevivência do carro.

### Corrida
| Pos.   | Nu. | Piloto            | Construtor                | Voltas | Tempo/Retirado | Grid | Pontos |
| ------ | --- | ----------------- | ------------------------- | ------ | -------------- | ---- | ------ |
| 1      | 5   | Sebastian Vettel  | Ferrari                   | 52     | 1:27:29.784    | 2    | 25     |
| 2      | 44  | Lewis Hamilton    | Mercedes                  | 52     | +2.264s        | 1    | 18     |
| 3      | 7   | Kimi Räikkönen    | Ferrari                   | 52     | +3.652s        | 3    | 15     |
| 4      | 77  | Valtteri Bottas   | Mercedes                  | 52     | +8.883s        | 4    | 12     |
| 5      | 3   | Daniel Ricciardo  | Red Bull Racing-TAG Heuer | 52     | +9.500s        | 6    | 10     |
| 6      | 27  | Nico Hülkenberg   | Renault                   | 52     | +28.220s       | 11   | 8      |
| 7      | 31  | Esteban Ocon      | Force India-Mercedes      | 52     | +29.930s       | 10   | 6      |
| 8      | 14  | Fernando Alonso   | McLaren-Renault           | 52     | +31.115s       | 7    | 4      |
| 9      | 20  | Kevin Magnussen   | Haas-Ferrari              | 52     | +33.188s       | 13   | 2      |
| 10     | 11  | Sergio Pérez      | Force India-Mercedes      | 52     | +34.708s       | 12   | 1      |
| 11     | 2   | Stoffel Vandoorne | McLaren-Renault           | 52     | +35.774s       | 17   |        |
| 12     | 18  | Lance Stroll      | Williams-Mercedes         | 52     | +38.106s       | PL   |        |
| 13     | 10  | Pierre Gasly      | Toro Rosso-Honda          | 52     | +44.129s 3     | 14   |        |
| 14     | 35  | Sergey Sirotkin   | Williams-Mercedes         | 52     | +48.113s       | PL   |        |
| 15 4   | 33  | Max Verstappen    | Red Bull Racing-TAG Heuer | 46     | Retirado       | 5    |        |
| Ret    | 8   | Romain Grosjean   | Haas-Ferrari              | 37     | Colisão        | 8    |        |
| Ret    | 55  | Carlos Sainz Jr.  | Renault                   | 37     | Colisão        | 16   |        |
| Ret    | 9   | Marcus Ericsson   | Sauber-Ferrari            | 31     | Colisão        | 15   |        |
| Ret    | 16  | Charles Leclerc   | Sauber-Ferrari            | 18     | Colisão        | 9    |        |
| Ret    | 28  | Brendon Hartley   | Toro Rosso-Honda          | 2      | Colisão        | PL   |        |
| Fonte: |     |                   |                           |        |                |      |        |

Notas
- ↑3  – Pierre Gasly recebeu uma punição de 10s após o fim da corrida, por uma ultrapassagem irregular.
- ↑4  – Max Verstappen (Red Bull Racing-TAG Heuer) não finalizou a prova, mas, obteve a classificação pois completou mais de 90% do tempo total da corrida.

## Curiosidade
- Com a vitória, Sebastian Vettel igualou o número de vitórias de Alain Prost, 51 vitórias. Assim Sebastian Vettel se tornou, juntamente com o Alain Prost, o terceiro piloto mais vitorioso da história da  fórmula 1.

## Voltas na Liderança
- Commons

| Nº de Voltas | Piloto           | Voltas              |
| ------------ | ---------------- | ------------------- |
| 36           | Sebastian Vettel | 1-20, 22-34 e 48-52 |
| 16           | Valtteri Bottas  | 22 e 35-47          |

## 2018DHLFastest Pit Stop Award

### Resultado
| 1      | 3  | Daniel Ricciardo  | Red Bull Racing-TAG Heuer | 2.26 | 25 |
| 2      | 33 | Max Verstappen    | Red Bull Racing-TAG Heuer | 2.29 | 18 |
| 3      | 18 | Lance Stroll      | Williams-Mercedes         | 2.38 | 15 |
| 4      | 77 | Valtteri Bottas   | Mercedes                  | 2.45 | 12 |
| 5      | 5  | Sebastian Vettel  | Ferrari                   | 2.53 | 10 |
| 6      | 2  | Stoffel Vandoorne | McLaren-Renault           | 2.61 | 8  |
| 7      | 9  | Marcus Ericsson   | Sauber-Ferrari            | 2.66 | 6  |
| 8      | 14 | Fernando Alonso   | McLaren-Renault           | 2.66 | 4  |
| 9      | 35 | Sergey Sirotkin   | Williams-Mercedes         | 2.69 | 2  |
| 10     | 55 | Carlos Sainz Jr.  | Renault F1 Team           | 2.69 | 1  |
| Fonte: |    |                   |                           |      |    |

### Classificação
| Tabela do DHL Fastest Pit Stop Award \| Pos \| Construtor \| Pontos \| Var \| \| --- \| -------------------- \| ------ \| ------- \| \| 1 \| Red Bull-TAG Heuer \| 285 \| Estável \| \| 2 \| Ferrari \| 148 \| 1 \| \| 3 \| Mercedes \| 146 \| 1 \| \| 4 \| Sauber-Ferrari \| 144 \| 2 \| \| 5 \| Williams-Mercedes \| 111 \| Estável \| \| 6 \| McLaren-Renault \| 53 \| 2 \| \| 7 \| Toro Rosso-Honda \| 47 \| 1 \| \| 8 \| Force India-Mercedes \| 42 \| 1 \| \| 9 \| Haas-Ferrari \| 18 \| Estável \| \| 10 \| Renault \| 16 \| Estável \| |                      |        |         |
| Pos | Construtor           | Pontos | Var     |
| 1 | Red Bull-TAG Heuer   | 285    | Estável |
| 2 | Ferrari              | 148    | 1       |
| 3 | Mercedes             | 146    | 1       |
| 4 | Sauber-Ferrari       | 144    | 2       |
| 5 | Williams-Mercedes    | 111    | Estável |
| 6 | McLaren-Renault      | 53     | 2       |
| 7 | Toro Rosso-Honda     | 47     | 1       |
| 8 | Force India-Mercedes | 42     | 1       |
| 9 | Haas-Ferrari         | 18     | Estável |
| 10 | Renault              | 16     | Estável |

## Tabela do campeonato após a corrida
Somente as cinco primeiras posições estão incluídas nas tabelas.
| Pos | Piloto           | Pontos | Var     |
| --- | ---------------- | ------ | ------- |
| 1   | Sebastian Vettel | 171    | Estável |
| 2   | Lewis Hamilton   | 163    | Estável |
| 3   | Kimi Räikkönen   | 116    | Estável |
| 4   | Daniel Ricciardo | 106    | Estável |
| 5   | Valtteri Bottas  | 104    | 1       |

| Pos | Construtor         | Pontos | Var     |
| --- | ------------------ | ------ | ------- |
| 1   | Ferrari            | 287    | Estável |
| 2   | Mercedes           | 267    | Estável |
| 3   | Red Bull-TAG Heuer | 199    | Estável |
| 4   | Renault            | 70     | Estável |
| 5   | Haas-Ferrari       | 51     | Estável |